# Aporocactus flagelliformis

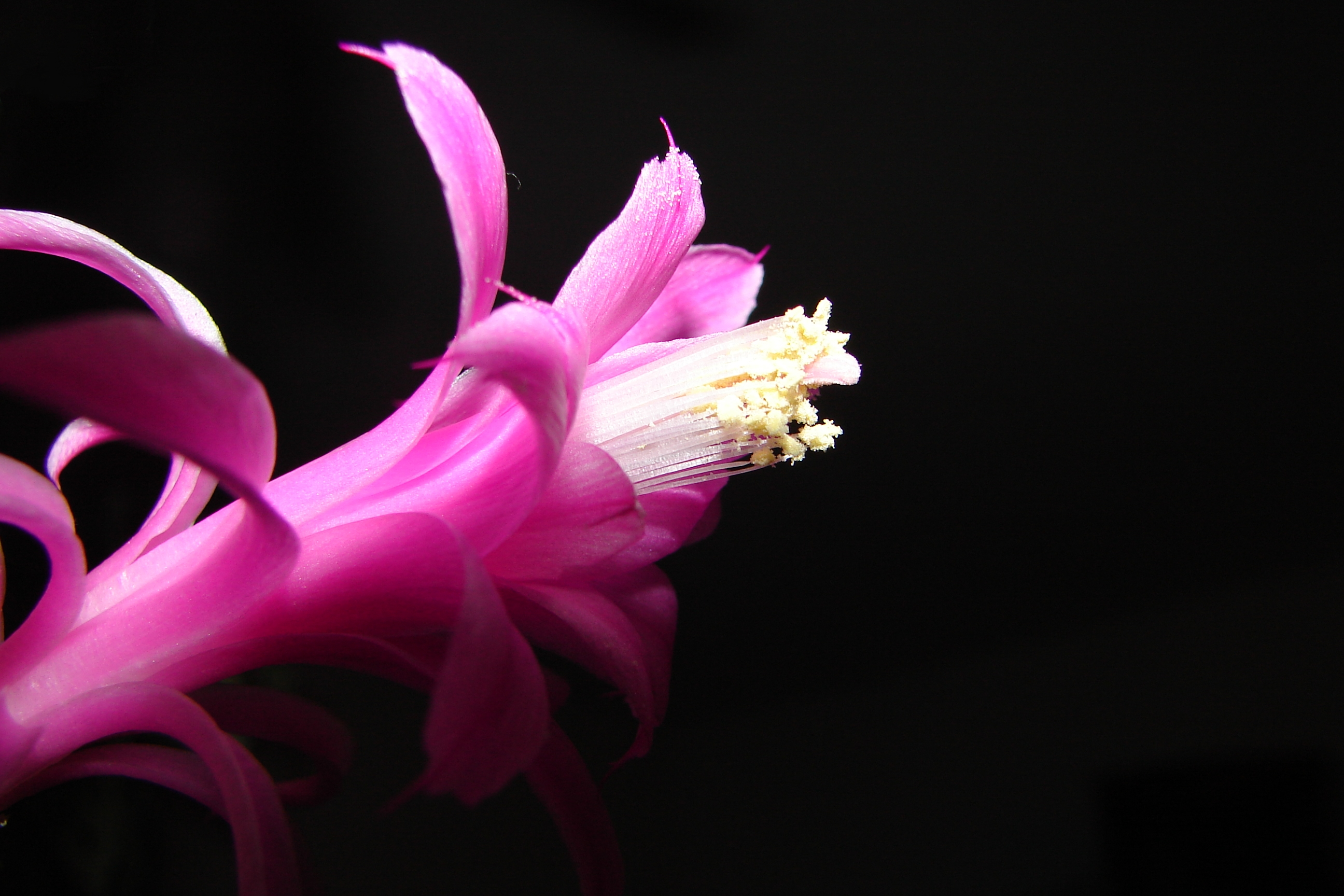
Blüte

Aporocactus flagelliformis ist eine Pflanzenart aus der Gattung Aporocactus in der Familie der Kakteengewächse (Cactaceae). Das Artepitheton flagelliformis leitet sich von den lateinischen Worten flagellum für ‚Peitsche‘ sowie -formis für ‚-geformt‘ ab und verweist auf die langen, schlanken Triebe der Art. Spanische Trivialnamen sind „Flor de Látigo“, „Floricuerno“, „Junco“, „Junquillo“ und „Nopalillo“.
Aporocactus flagelliformis wurde von den Kakteengesellschaften der drei deutschsprachigen Länder Deutschland (DKG), Österreich (GÖK) und Schweiz (SKG) zum Kaktus des Jahres 2024 gewählt.

## Beschreibung
Aporocactus flagelliformis wächst kriechend und/oder hängend. Die Triebe sind schlank im Querschnitt rund und von graugrüner Farbe. Sie werden bis zu 1 Meter lang und sind nur 1,2 bis 2 Zentimeter im Durchmesser groß. Sie haben 8 bis 13 niedrige Rippen. Die eng stehenden Areolen sind mit 15 bis 20 feinen, rötlich-gelben Dornen ausgestattet. Die rot bis purpurrosa-farbenen Blüten erreichen eine Größe von 5 bis 8 Zentimeter Länge und 2,5 bis 4 Zentimeter im Durchmesser. Sie erscheinen seitlich und sind aufwärts etwas gebogen und zygomorph. Die Früchte sind rot, kugelig bis borstig und 1 Zentimeter im Durchmesser groß.

## Verbreitung, Systematik und Gefährdung
Aporocactus flagelliformis ist in den mexikanischen Bundesstaaten Guanajuato, Hidalgo, Mexiko, Oaxaca, Puebla, Querétaro, San Luis Potosí und Veracruz verbreitet und kommt in Höhenlagen oberhalb von 2000 m vor.
Die Erstbeschreibung als Cactus flagelliformis erfolgte 1753 durch Carl von Linné. Charles Lemaire stellte die Art 1860 in die Gattung Aporocactus. Weitere nomenklatorische Synonyme sind Cereus flagelliformis (L.) Mill. (1768) und Disocactus flagelliformis (L.) Barthlott (1991).
In der Roten Liste gefährdeter Arten der IUCN wird die Art als „Near Threatened (NT)“, d. h. als gering gefährdet geführt.

## Nachweise